# Justin Raimondo
Justin Raimondo, né Dennis Raimondo le 18 novembre 1951 à White Plains dans l'État de New York et mort le 27 juin 2019 à Sebastopol en Californie, est un écrivain paléo-libertarien américain. Il est le fondateur et rédacteur en chef du site web antiwar.com.

## Biographie

### Débuts
Durant les années 1960, Justin Raimondo s'intéresse à la philosophie d'Ayn Rand avant de rejoindre l'organisation conservatrice des Jeunes Américains pour la liberté. Pendant les années 1970, il commence à devenir actif dans le Parti libertarien. Avec Eric Garris, il organise un Comité électoral radical, qui attire l'attention du théoricien libertarien Murray Rothbard (le comité électoral a été ranimé en 2004 en tant Comité électoral Rothbard). En 1981, après le schisme dans le parti, Justin Raimondo quitte le Parti libertarien et tente d'organiser une faction libertarienne dans le Parti républicain, le comité d'organisation des Républicains libertariens. Après 1989, Raimondo travaille de nouveau avec Rothbard dans le Club pacifiste de John Randolph.

### Vie politique
Aux élections législatives américaines de 1996, Justin Raimondo se présente en tant que candidat républicain dans le 8e district de la Californie face à Nancy Pelosi. Il soutient les causes conservatrices et libertariennes et affirme avec force son opposition au déploiement de troupes militaires américaines dans les Balkans. Il s'oppose en particulier au vote favorable de Pelosi sur cette question. Il obtient 13 % des voix tandis que Pelosi en obtient 85 %.
Lors des campagnes présidentielles américaines de 1992, 1996 et 2000, Justin Raimondo soutient Pat Buchanan, que ce soit lorsque Buchanan se présente comme candidat à l'investiture républicaine ou comme candidat du Parti réformateur des États-Unis d'Amérique. Comme Raimondo s'est ouvertement déclaré homosexuel, l'appui au conservateur Pat Buchanan a attiré une attention considérable.
En 1995, pendant l'administration de Clinton, les États-Unis mènent les opérations militaires en Bosnie-Herzégovine. Justin Raimondo et Garris lancent antiwar.com un site qui fournit une plate-forme s'opposant à l'intervention des États-Unis. Le site est encore actif. Justin Raimondo y a critiqué l'opération liberté irakienne et l'occupation en cours.
En 2004, il soutient Ralph Nader lors de la campagne présidentielle et s'en explique dans la revue The American Conservative.
En 2008, il soutient la campagne présidentielle de Ron Paul et a aussi exprimé son appui à Dennis Kucinich.
En 2016, il soutient la campagne présidentielle de Donald Trump, et vote pour le candidat Républicain en raison de sa politique étrangère.

### Fin de vie
En octobre 2017, on lui diagnostique un cancer du poumon. Il en meurt le 27 juin 2019 à son domicile de Sebastopol en Californie.

## Idées majeures et thèmes récurrents
Plusieurs thèmes reviennent régulièrement dans l'écriture de Justin Raimondo, essentiellement tirés de ses racines idéologiques libertariennes. Il s'oppose fortement à l'occupation israélienne. Il pense que la cause initiale est fausse, immorale et contreproductive, qu'un petit groupe de néoconservateurs dans les deux principaux partis politiques américains ont été responsables « de notre position dans la guerre » à plusieurs reprises et que les idéaux de « l'Old Right conservative movement » ont été successivement liquidés depuis le temps de la Guerre du Viêt Nam, quand les néoconservateurs s'unirent avec des conservateurs religieux pour poursuivre une politique étrangère expansionniste, apportant leur appui à l'État d'Israël.
Longtemps avant que John Mearsheimer et Stephen Walt n'aient pensé qu'Israël exerce une force dominante dans la formulation de la politique étrangère américaine (voir le Lobby d'Israël et la Politique étrangère américaine, travail de  John Mearsheimer), Justin Raimondo soutenait déjà cette thèse. Il pense également que les États-Unis ont été trompés, pendant la Seconde Guerre mondiale, par le mensonge du Président Franklin Roosevelt qui a provoqué délibérément une guerre avec le Japon après avoir imposé des sanctions économiques. Les avis de Raimondo ont été comparés par Christopher Hitchens à ceux de Charles Lindbergh, que Raimondo décrivait comme un « héros américain ». Justin Raimondo n'adhère cependant pas aux idées du discours de Charles Lindbergh à Des Moines, dans lequel l'aviateur célèbre stigmatise l'influence juive sur les médias (voir le livre de Raimondo, Reclaiming the American Right, pages 106, 137, 227). Justin Raimondo a aussi écrit à plusieurs reprises sur la conspiration d'étudiants des beaux-arts israéliens et il a écrit que des membres des services secrets israéliens aux États-Unis avaient eu connaissance des attentats du 11 septembre 2001 à l'avance.

## Publications
En plus de ses articles trois fois hebdomadaires sur son site antiwar.com, Justin Raimondo contribue régulièrement aux revues The American Conservative et Chronicles magazine. Il écrit également deux éditoriaux par mois pour Taki's Top Drawer.
Il est l'auteur de plusieurs livres :
- Reclaiming the American Right: The Lost Legacy of the Conservative Movement, Center for Libertarian Studies, 1993
- Into the Bosnian Quagmire: The Case Against U.S. Intervention in the Balkans, AFPAC, 1996
- An Enemy of the State: The Life of Murray N. Rothbard, Prometheus Books, 2000  (ISBN 1-57392-809-7)
- The Terror Enigma: 9/11 And the Israeli Connection, iUniverse, 2003  (ISBN 0-595-29682-3)